# Erdapfel
O Erdapfel (em alemão: Erdapfel; literalmente "maçã da terra") construído pelo navegador, cosmógrafo e geógrafo alemão Martin Behaim em 1492 é considerado como a mais antiga representação da Terra na forma de um globo. Trata-se de uma esfera composta de duas semiesferas feitas em linho laminado com reforço em madeira tendo um mapa-múndi da época desenhado pelo pintor e carpinteiro Georg Glockendon.
As Américas não estão incluídas, pois o retorno da primeira viagem de Cristóvão Colombo não ocorreu antes de março de 1493. O globo de Beahaim apresenta uma Eurafrásia magnificada mais um oceano vazio entre a Europa ocidental e o leste da Ásia onde se veem exageradamente ampliados Cipango (Japão), a Ásia insular (hoje Indonésia e Filipinas) e a mítica Ilha de São Brandão
A ideia de chamar esse mapa de "maçã" pode estar relacionada à Reichsapfel ("Maçã Imperial", Globus cruciger) que estava também guardada em Nurembergue junto com a Regalia Imperial (Reichskleinodien).
Desde sua criação até o século XVI ficava no hall de a recepção da prefeitura de Nurembergue. Depois esteve sob posse da família Behaim e desde 1907 está no Germanisches Nationalmuseum de Nurembergue.